# Momoria bisignata
Momoria bisignata är en insektsart som beskrevs av Ball 1902. Momoria bisignata ingår i släktet Momoria och familjen dvärgstritar. Inga underarter finns listade i Catalogue of Life.